# Тайбэйский метрополитен
Тайбэйский метрополитен (кит. трад. 臺北捷運, пиньинь Táiběi jiéyùn, палл. тайбэй цзеюнь) — система линий метрополитена в городе Тайбэй (Тайвань).

## Станции
В тайбэйском метро два типа станций — подземные и эстакадные.
Названия станций написаны на китайском и английском языках, причем на станциях линии Тучэн латинская транскрипция китайских слов выполнена с помощью и китайского и тайваньского пиньиней (например Fuzhong и Fujhong соответственно).
Все станции Тайбэйского метро оснащены эскалаторами и лифтами для пожилых людей и инвалидов. На всех станциях установлены либо автоматические платформенные ворота, либо платформенные раздвижные двери. На станциях имеются информационные табло, которые показывают точное время, количество минут до прибытия следующего поезда и его конечную остановку. Все станции тайбэйского метро оснащены бесплатными туалетами и информационными киосками.

## Оплата проезда

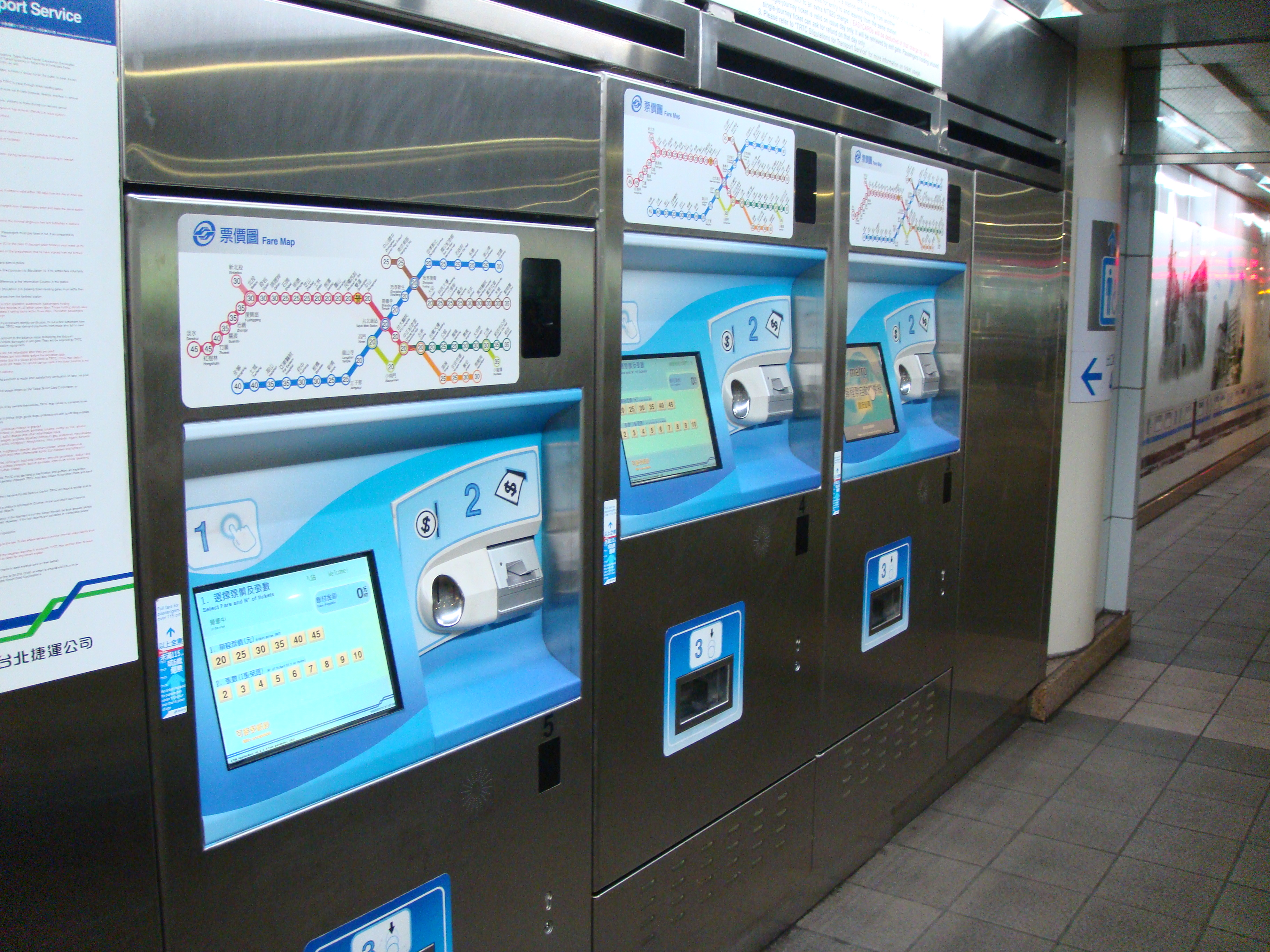
Автоматические кассы

Оплата проезда зависит от расстояния. Цена одной поездки колеблется от 20 до 50 новых тайваньских долларов (≈0,62—2 USD). Билет записывается на смарт-жетон синего цвета. Для входа на станцию его надо приложить к сенсору турникета, а для выхода-выбросить в отверстие для жетонов. Жетоны продаются в автоматических кассах. Для покупки жетона нужно сначала указать цену и количество приобретаемых билетов, а затем оплатить нужную сумму. Автомат принимает все монеты, а также купюры достоинством в 100 новых тайваньских долларов. Если у пассажира имеются только крупные купюры, он может разменять их в разменном автомате, который стоит рядом с кассами.

## Линии
- Линия Вэньшань (до 8 октября 2009 года Мучжа): «Средняя школа Чжуншань» — «Тайбэйский зоопарк», 10,5 км, 12 станций.
- Линия Даньшуй: «Мемориал Чан Кайши» — «Даньшуй» (включая ветку Синьбэйтоу), 23,5 км, 22 станции.
- Линия Чжунхэ: «Гутин» — «Наньшицзяо», 5,4 км, 4 станции.
- Линия Сяонаньмэнь: «Симэнь» — «Мемориал Чан Кайши», 1,6 км, 1 станция («Сяонаньмэнь»).
- Линия Синьдянь: «Синьдянь» — «Мемориал Чан Кайши» (включая ветку Сяобитань), 11,2 км, 10 станций.
- Линия Наньган: «Наньган» — «Симэнь», 10,9 км, 12 станций.
- Линия Баньцяо: «Симэнь» — «Фучжун», 7,2 км, 5 станций.
- Линия Тучэн: «Фучжун» — «Юннин», 5,5 км, 4 станции.
- Линия Нэйху: «Средняя школа Чжуншань» — «Выставочный центр Наньган», 14,7 км, 12 станций.
- Линия Синьчжуан: «Чжунсяо-Синьшэн» — «Лучжоу», 10,3 км, 11 станций.

Линии Наньган, Баньцяо и Тучэн — это части одной линии, которая называется Баньнань. Линию обслуживают депо Наньган и Тучэн.
Линии Даньшуй и Синьдянь — это тоже части одной линии, у которой есть вилочное движение с линией Чжунхэ. Существуют два маршрута: «Даньшуй» — «Синьдянь» и «Бэйтоу» — «Наньшицзяо». Линию обслуживает депо
Бэйтоу.
Линии Мучжа и Нэйху — это части одной линии, которая называется Вэньху и является линией лёгкого метро. Линию обслуживают депо Мучжа и Нэйху.
В настоящий момент ведется строительство линии на участке протяжённостью 15,4 км от Промышленного парка Синьбэй до станции «Дапинлинь» зелёной линии метро Тайбэя и включает в себя 14 станций. Строительство на этом участке планируется завершить к концу 2018 года. Первый поезд для этой линии, произведённый в Италии, уже был доставлен для испытаний.

## Подвижной состав
Тайбэйский метрополитен оснащен шестивагонными поездами типа C301, C321, C341 и C371. В вагонах предусмотрены специальные места синего цвета для пожилых людей, инвалидов и беременных женщин.

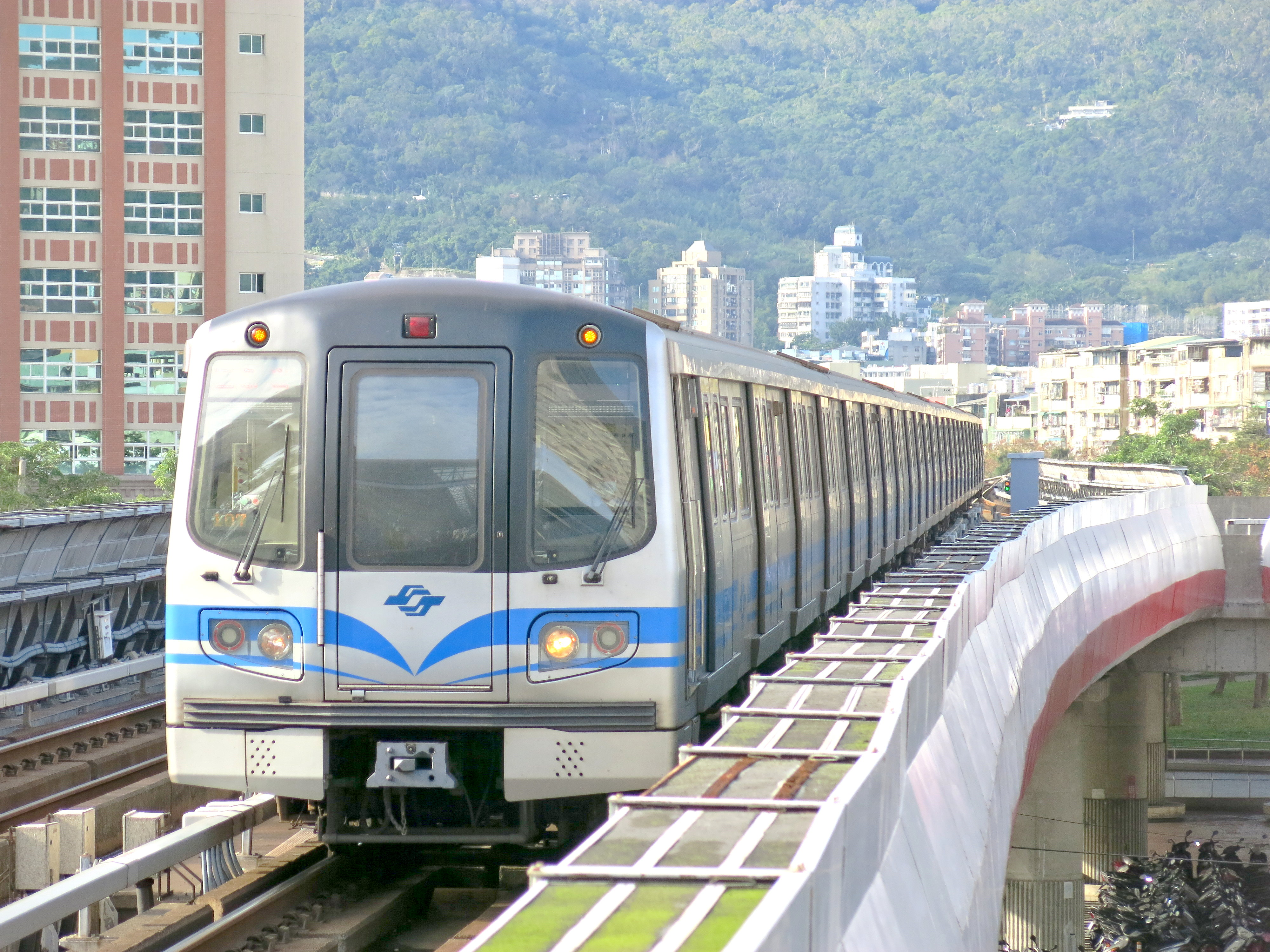
Поезд типа C381

Линия Вэньху оснащена четырёхвагонными автоматическими поездами на шинном ходу типа Matra VAL 256 и Bombardier CITYFLO 650. Поезда — автоматические, управление движением осуществляется компьютеризированным центром.
В вагонах для объявления станций используются гоюй (севернокитайский), хакка и тайваньский диалекты, а также английский язык.

## Интересные факты
- В любой кассе Тайбэйского метрополитена можно попросить бесплатную схему метро. Кроме схемы на китайском в кассах также имеются бесплатные схемы на 33 различных языках, в том числе на русском.
- Для удобства пассажиров на линии «Суншань-Синьдянь» в октябре 2016 года были запущены два поезда оснащенные доступом к Wi-Fi[6].